# Julio Nava
Julio César Nava García, noto semplicemente come Julio Nava (Martínez de la Torre, 29 dicembre 1989), è un calciatore messicano, centrocampista del Penya Encarnada.

## Caratteristiche tecniche
È un esterno destro.

## Carriera

### Club
Cresciuto nel settore giovanile del Guadalajara, ha esordito in prima squadra il 15 luglio 2007 disputando l'incontro di SuperLiga nordamericana pareggiato 1-1 contro il FC Dallas.
Nel 2015 è stato sospeso per 8 mesi dopo essere risultato positivo al betametasone.

### Nazionale
Ha partecipato al campionato nordamericano Under-20 2009.

## Palmarès

### Club

#### Competizioni nazionali
- InterLiga: 1

Guadalajara: 2009